# Torrents (Vilanova de Sau)
Torrents és un monument del municipi de Vilanova de Sau (Osona) inclòs en l'Inventari del Patrimoni Arquitectònic Català.

## Descripció
Masia de grans dimensions assentada sobre el desnivell del terreny. És de planta rectangular coberta a dues vessants, amb el carener perpendicular a la façana, situada a llevant, on s'accedeix directament al primer pis a través d'unes escales. El portal és rectangular i amb llinda de fusta. A migdia s'obren diverses finestres i una mena de porxo amb dues obertures partides per un pilar. La part nord està en ruïnes.
És construïda amb pedra vermella unida amb morter i gairebé no presenta cap element de pedra picada.
La Cabana és un edifici de planta rectangular cobert a dues vessants amb el carener situat de nord a sud. A la banda de migdia, sota teulat i a nivell del primer pis hi ha dues grans obertures separades per un pilar. La planta baixa està completament tapiada. A llevant hi ha el portal. El teulat és ensulsiat. És construïda amb granit vermell unit amb fang. L'estat de conservació, com el de la masia, és dolent.

## Història
Es tracta d'una masia que pertany a l'antiga parròquia de Sant Andreu de Bancells, que junt amb Sant Pere de Castenyadell, Sant Romà de Sau i Santa Maria de Vilanova constituïen el terme civil de Sau.
Al fogatge de 1553 es troba registrat un tal MIQUEL TORRENT, és fàcil que el nom evolucionés i es transformés en Torrents. No presenta cap dada constructiva que permeti datar la reforma.